# Pileurt (Polygonum)
 For alternative betydninger, se Pileurt. (Se også artikler, som begynder med Pileurt)
Pileurt (Polygonum) er udbredt i Europa, Asien og Nordafrika. Det er urteagtige planter, som har helrandede blade og fåblomstrede blomsterstande i bladhjørnerne. Frugten er en trekantet nød. Her omtales kun de arter, som er vildtvoksende i Danmark, eller som dyrkes her.
| Beskrevne arter |

- Vej-Pileurt (Polygonum aviculare)

| Andre arter |

- Polygonum argyrocoleon
- Polygonum douglasii
- Polygonum equisetiforme
- Polygonum erectum
- Polygonum hickmanii
- Polygonum paleaceum
- Polygonum polygaloides
- Polygonum ramosissimum
- Polygonum segetum

## Trivia
- Arterne af Pileurt (Persicaria), Sølvregn-slægten (Fallopia) og Slangeurt-slægten (Bistorta) kaldes også Pileurt. Se disse.